# Bültum

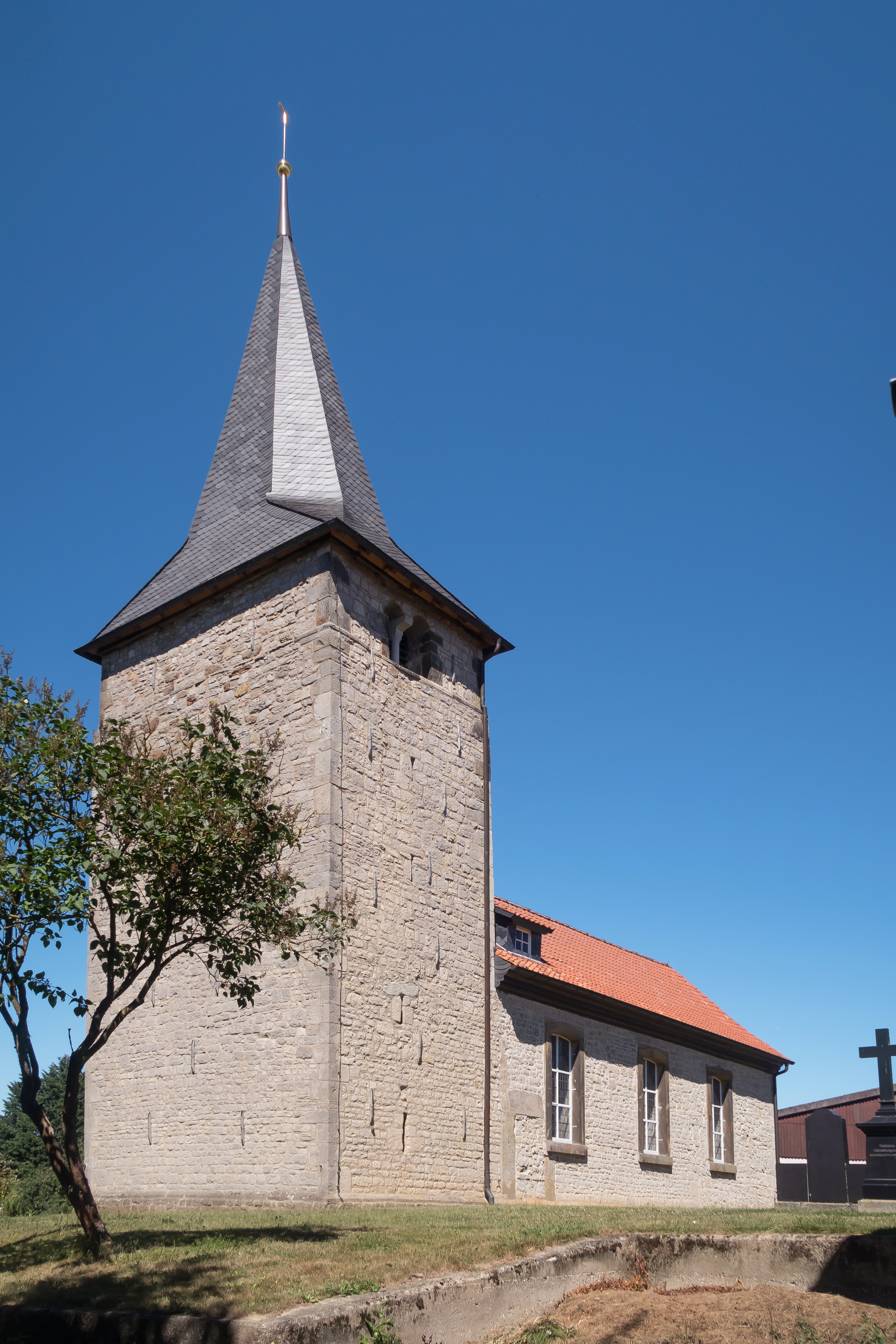
Bültum, Sankt Martins-Kirche

Bültum ist ein Ortsteil der Stadt Bockenem in Niedersachsen. Das Dorf hatte am 1. Oktober 2011 147 Einwohner. Es liegt 4,5 km entfernt nordwestlich von Bockenem und sieben Kilometer entfernt von der östlich verlaufenden A 7.

## Geschichte
Am 1. März 1974 wurde Bültum in die Stadt Bockenem eingegliedert.

## Politik
Aufgrund seiner geringen Einwohnerzahl wird Bültum nicht von einem Ortsrat, sondern von einem Ortsvorsteher vertreten. Aktuell ist Jan Robert Ohlendorf (CDU) in dieser Funktion.

## Kirche
Die Martinskirche ist eine verputzte Saalkirche, die wohl im Jahr 1502 erbaut wurde. Jedenfalls trägt die Sakramentsnische hinter dem Altar diese Jahreszahl. Anfang des 18. Jahrhunderts wurde die Kirche barockisiert. Der romanische Westturm, der aus der Zeit Ende des 12. Jahrhunderts stammt, wurde 1988 statisch gesichert. Hinter der Orgel aus dem Jahr 1792 befindet sich ein romanisches Steinbild mit erhobenen Händen. Eine Sonnenuhr ist auf das Jahr 1563 datiert.